# تجارت حیات‌وحش

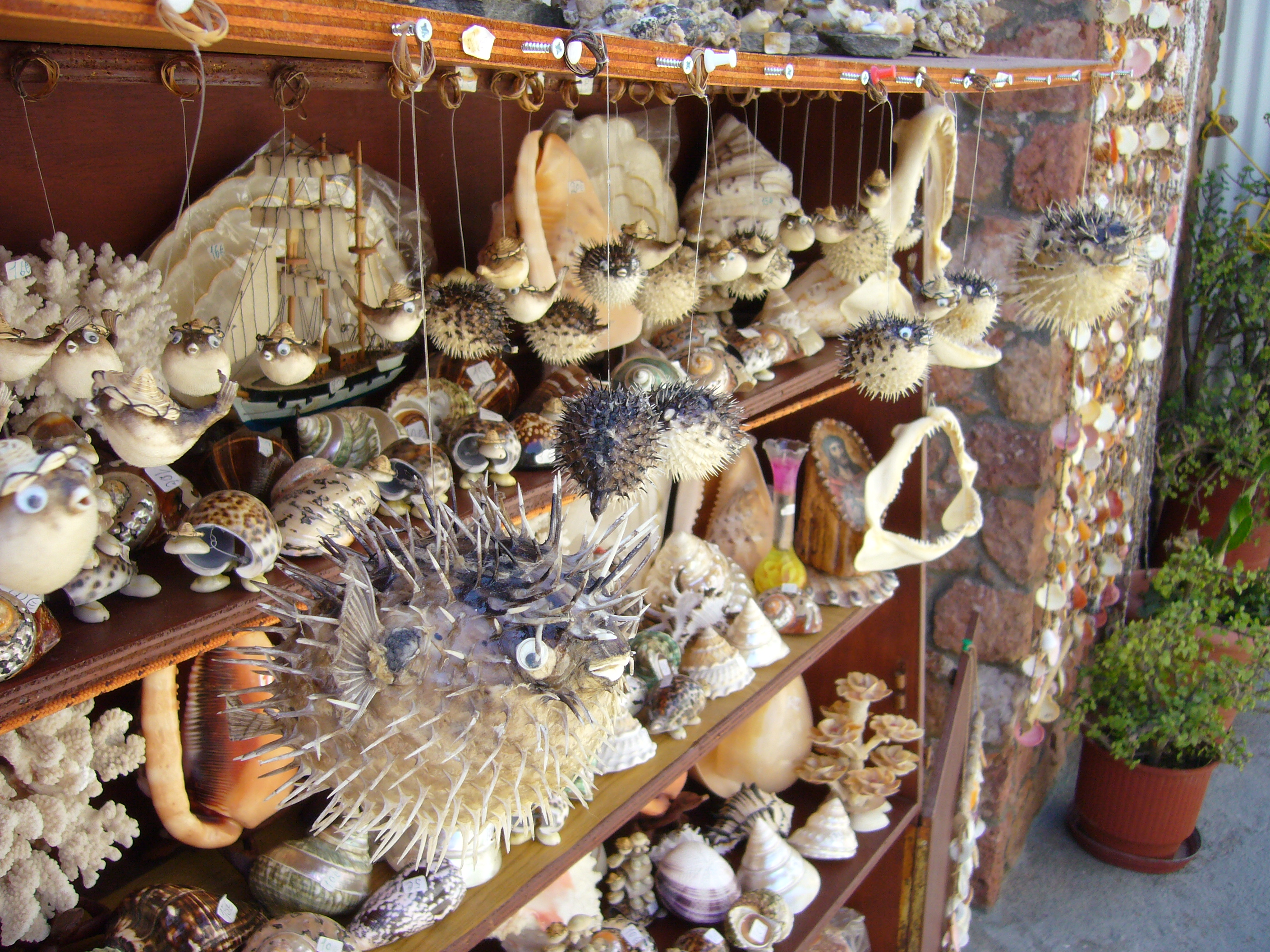
کلکسیونی از صدف‌ها، مرجان، کوسه و بادکنک‌ماهیان برای فروش در یونان

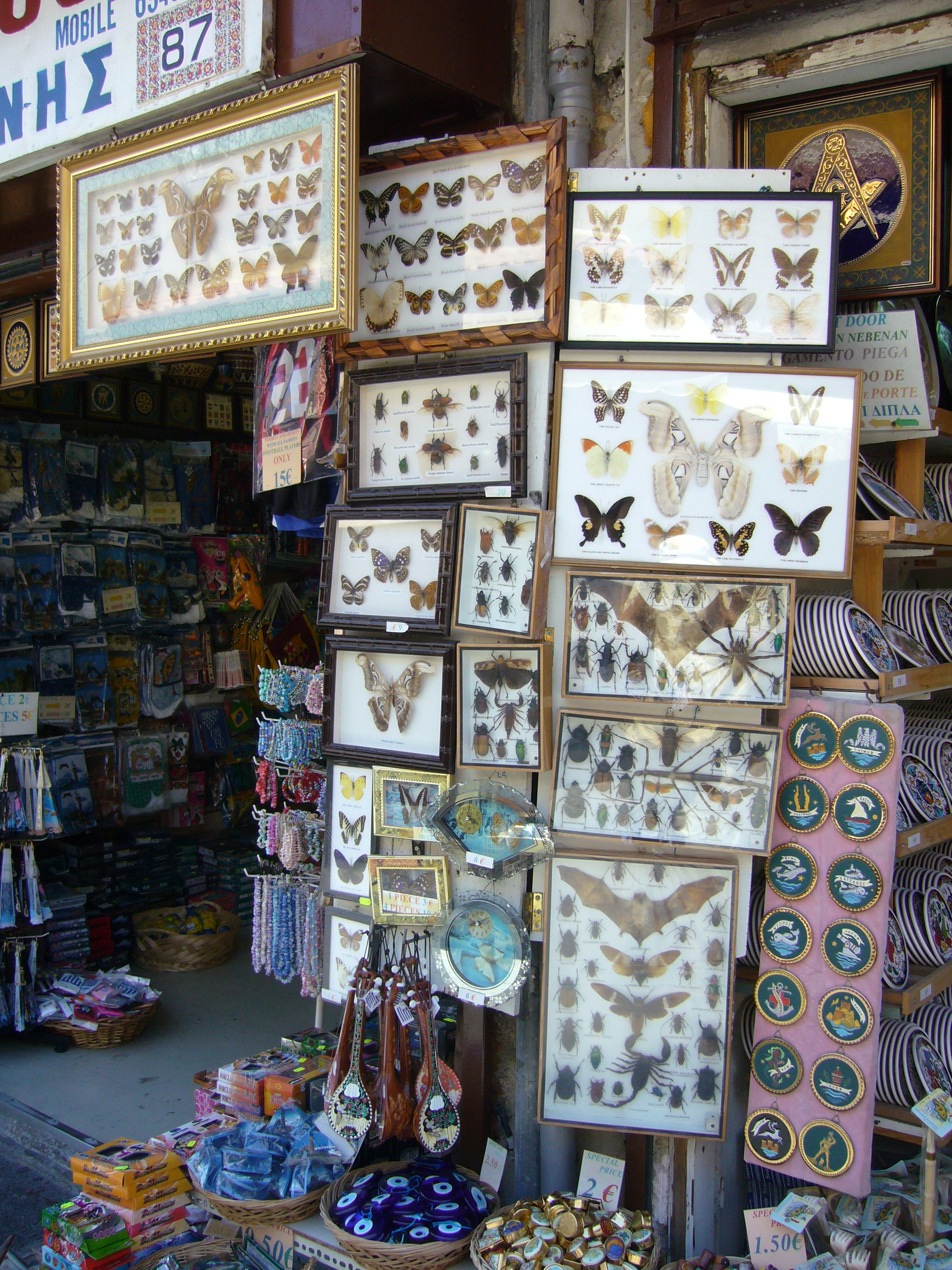
مجموعه‌ای از پروانه‌ها، بیدها، قاب‌بالان، خفاشان و عقرب امپراتور و عنکبوت تارانتولا برای فروش در جزیره رودس، یونان

تجارت حیات وحش به تجارت کالاهایی گفته می‌شود که از حیوانات یا گیاهان غیر اهلی که معمولاً از محیط طبیعی آن‌ها استخراج شده یا تحت شرایط کنترل شده به دست می‌آید، حاصل می‌شود. این امر می‌تواند شامل تجارت اقلام زنده یا مرده، بافت‌هایی از جمله پوست، استخوان یا گوشت یا سایر محصولات حیوانی گردد. از نظر قانونی، تجارت حیوانات وحشی توسط کنوانسیون تجارت بین‌المللی سازمان ملل متحد در مورد گونه‌های جانوری وحشی در معرض خطر (CITES) تنظیم می‌شود، که در حال حاضر ۱۸۳ کشور عضو دارد. تجارت غیرقانونی حیوانات وحشی گسترده‌است و یکی از مهمترین فعالیت‌های اقتصادی غیرقانونی، قابل مقایسه با قاچاق مواد مخدر و سلاح است. تجارت حیات وحش یک مشکل جدی در زمینه حفاظت از طبیعت است، تأثیر منفی بر زنده ماندن بسیاری از جمعیت‌های حیات وحش دارد و یکی از مهمترین تهدیدات برای بقای گونه‌های مهره‌داران است.

## همه گیری ویروس کرونا و تجارت حیات وحش
پس از این همه‌گیری ویروس کرونا (کویید 19)، یافته‌های پژوهشی متعدد و نهایتا اذعان گزارش رسمی هیأت مشترک سازمان بهداشت جهانی منشا این بیماری را یکی از بازارهای مرطوب شهر ووهان چین، که تجارت حیات‌وحش به طور گسترده در آن‌ جا رواج داشت، از گونه‌ای خفاش شناسایی کردند. این موضوع سبب شد تا افکار عمومی جهان بار دیگر به تجارت غیرقانونی و حتی قانونی حیات‌وحش در بازارهای رسمی و سیاه به دیده تردید و تهدید بنگرد. در مطالعه امیرعلی برومند و آزیتا فراشی (1399) با عنوان «آیا ویروس کرونا (کووید 19) می‌تواند تجارت حیات‌وحش را به چالش بکشد ؟!» بنابر ضرورت موضوع، خصوصا در برهه حساس همه گیری کرونا، با رویکردی هرمونوتیک به چالش‌های این حوزه پرداخته شد. در این راستا با بهره‌گیری از مقالات، کتب و اسناد فرادست به کمک روش تحلیل اسنادی پدیده تجارت غیرقانونی حیات‌وحش و ارتباط آن با «بیماری‌های دارای منشأ حیوانی برای انسان» خصوصا کرونا (کووید 19) واکاوی گردید. سپس با بررسی شرایط پس از موج نخستین همه‌گیری ویروس کرونا (کووید 19) تا امروز، پیرامون این سوال که «آیا کرونا (کووید 19) می‌تواند به مبدایی برای تحول در رویکرد بین‌المللی نسبت به تجارت حیات‌وحش خصوصا قاچاق و تجارت غیرقانونی تبدیل شود؟» بحث شد. یافته‌های پژوهش حاکی از آن بود که بازتعریف چارچوبی منطقی مبتنی بر توسعه پایدار برای تجارت قانونی حیات‌وحش و مبارزه کارآمد با تجارت غیرقانونی موجب حفاظت موثرتر از تنوع زیستی و کاهش هزینه‌های سرسام‌آور بهداشت و درمان ناشی از بیماری‌های با منشا جانوری برای انسان خواهد شد. همچنین این پژوهش در راستای مدیریت کارآمدتر بازار حیات‌وحش بین‌الملل پیشنهادهایی به افراد ذی‌صلاح ارائه کرد.